# Gakuya Horii
Gakuya Horii (født 3. januar 1975) er en tidligere japansk fodboldspiller.
Han har spillet for flere forskellige klubber i sin karriere, herunder Ventforet Kofu, Montedio Yamagata og Consadole Sapporo.